# Peugeot 607
Peugeot 607 este un automobil de clasa Lux produs de Peugeot din 1999 până în 2010. 607 a fost înlocuit - împreună cu 407 - de 508 în 2011.

## Istorie

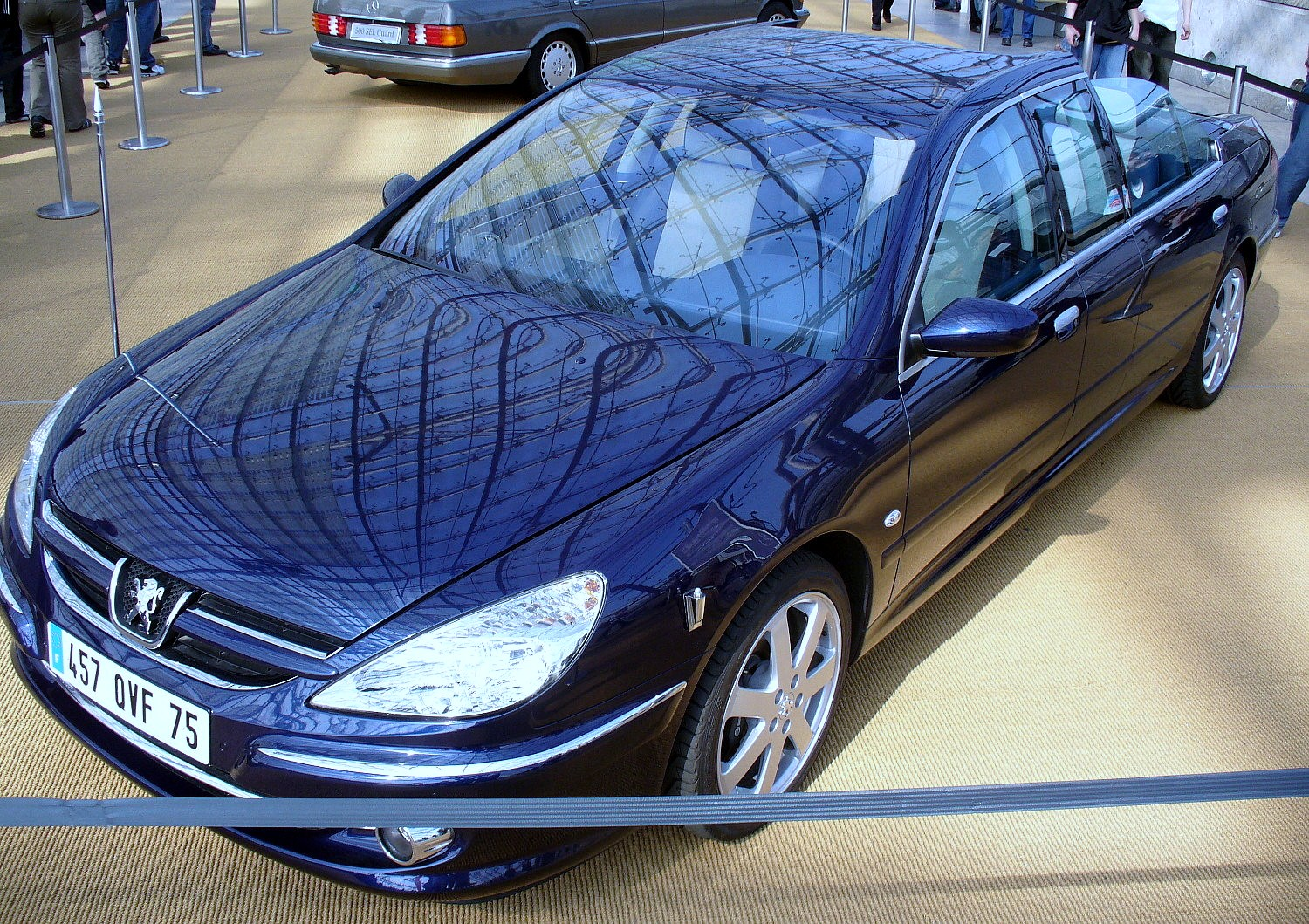
607 Paladine

607 a fost lansat în Octombrie 1999, ca să înlocuiască Peugeot-ul 605. Avea aer condiționat, CD player, geamuri electrice, 8 airbag-uri.

### 607 Taxi
607 este utilizat frecvent ca Taxi; aceste versiuni utilizează motoarele de 3.0 V6 sau 2.2 HDi.

### Facelift 2004
607 a fost revizuit în 2004, a primit modificări la față și un motor 2.7 HDi V6. În 2008, 607 a fost scos de pe piața Marii Britanii (UK) deoarece era un produs ne-profitabil, nu avea clienți.

### Peugeot 607 Paladine
607 Paladine este o versiune "landaulet" a lui 607, a fost dezvoltată și construită împreuna cu Heuliez, ca concept car. Motorul utilizat este de 3.0 V6. Este mai lung cu 500 milimetri, și partea spate este echipată cu un acoperiș de metal retractabil similar cu 206 CC sau 307 CC.  Interiorul special a fost dezvoltat împreună cu Hermes. Conceptul a fost prezentat la "Geneva motor show" în 2000.

### Succesor
În Noiembrie 2009 PSA anunța ca succesorul lui 607 nu se va numi Peugeot 608, ci 508. 508 înlocuiește și 407-le.

## Configurare

### Motorizare
- 2.0 litre (1997 cc) DW10 HDi Diesel I4, 110 PS (81 kW; 108 hp) și 162 lb·ft (220 N·m)–188 lb·ft (255 N·m)
- 2.0 litre (1997 cc) DW12 HDi Diesel I4, 136 PS (100 kW; 134 hp) și 235 lb·ft (319 N·m)
- 2.2 litre (2179 cc) DW12 HDi Diesel I4, 170 PS (125 kW; 168 hp) și 272 lb·ft (369 N·m)
- 2.2 litre (2230 cc) EW12 I4, 160 PS (118 kW; 158 hp) și 162 lb·ft (220 N·m)
- 2.7 litre (2720 cc) HDi Diesel V6, 204 PS (150 kW; 201 hp) și 325 lb·ft (441 N·m)
- 2.9 litre (2946 cc) "3.0" ES9 V6, 211 PS (155 kW; 208 hp) și 218 lb·ft (296 N·m)

## Vânzări
| An   | Vânzări |
| ---- | ------- |
| 2004 | 18,100  |
| 2005 | 19,100  |
| 2006 | 10,500  |
| 2007 | 7,500   |
| 2008 | 3,900   |
| 2009 | 1,900   |

Sursă: